# 해양시민과학조사단 물고기반
해양시민과학조사단 물고기반(약칭 물고기반)은 시민들이 자발적으로 모여 제주도의 해양 생태계를 조사하는 다이버 단체이다.

## 연혁
2002년 부터 제주도에서 다이빙샵을 운영하던 김상길은 2015년 국립생물자원관 김병직과 어류 조사를 하며 제주 지역의 해양 생태 조사가 필요하다 생각하였고, 2021년 보다 본격적인 해양 생태 조사를 할 다이버를 모집하였다. 이후 서귀포시 앞 섶섬을 중심으로 월 2회 이상의 조사를 이어가고 있다. 국립해양박물관과 협력을 통해 해양 생물의 생태와 기후 변화 등으로 인한 생태계 변화를 조사중이다. 초기 10명의 다이버로 시작한 활동은 현재 전국 50여명의 정회원으로 늘었다.
임의단체로 시작한 물고기반은 2024년 8월 법인으로 전환하여 사단법인 해양시민과학조사단으로 출범하였다. 2025년 4월 29일 국제단체인 수중환경과학위원회(Underwater Environmental Science Council, UEC)와 협력 양해각서를 채결하였다.

## 활동
물고기반의 주된 활동은 제주연안해역의 생태계를 직접 조사하는 것이다. 제주연안해역은 최근 몇 십년간 심화되고 있는 기후 변화로 인해 어종과 생태계가 빠르게 변화하고 있다. 물고기반은 월 2회 이상의 수중 탐사를 통해 해양생태계를 조사하면서 약 250종 이상의 연안 어류를 직접 기록하였다. 이 중에는 학계 미보고 어류도 있어 농어목 놀래기과를 비롯한 어류가 한국에서 처음으로 기록되기도 하였다. 한국에서 처음 기록된 어종은 수중 촬영을 하여 확인한 뒤 이후 동정 분석을 위해 표본이 채집된다. 물고기반은 조사를 통해 기후 변화에 따라 필리핀 등지에서 살던 열대성 어류가 제주 연안까지 북상하였음을 확인하였다.
제주연안해역은 푸른바다거북, 붉은바다거북, 매부리바다거북, 올리브바다거북, 장수바다거북 등 여러 종류의 바다거북들이 살고 있기도 하다. 이들 바다거북은 폐어구를 비롯한 각종 해양 쓰레기 때문에 위협받고 있다. 물고기반은 이러한 바다거북의 보호를 위해 폐어구와 해양 쓰레기를 수거하고 있다.
주로 제주연안해역을 조사하던 물고기반은 전국적으로 회원이 늘어남에 따라 울릉도, 독도, 동해·남해 등지로 활동영역을 넓혀가고 있다.

## 갤러리

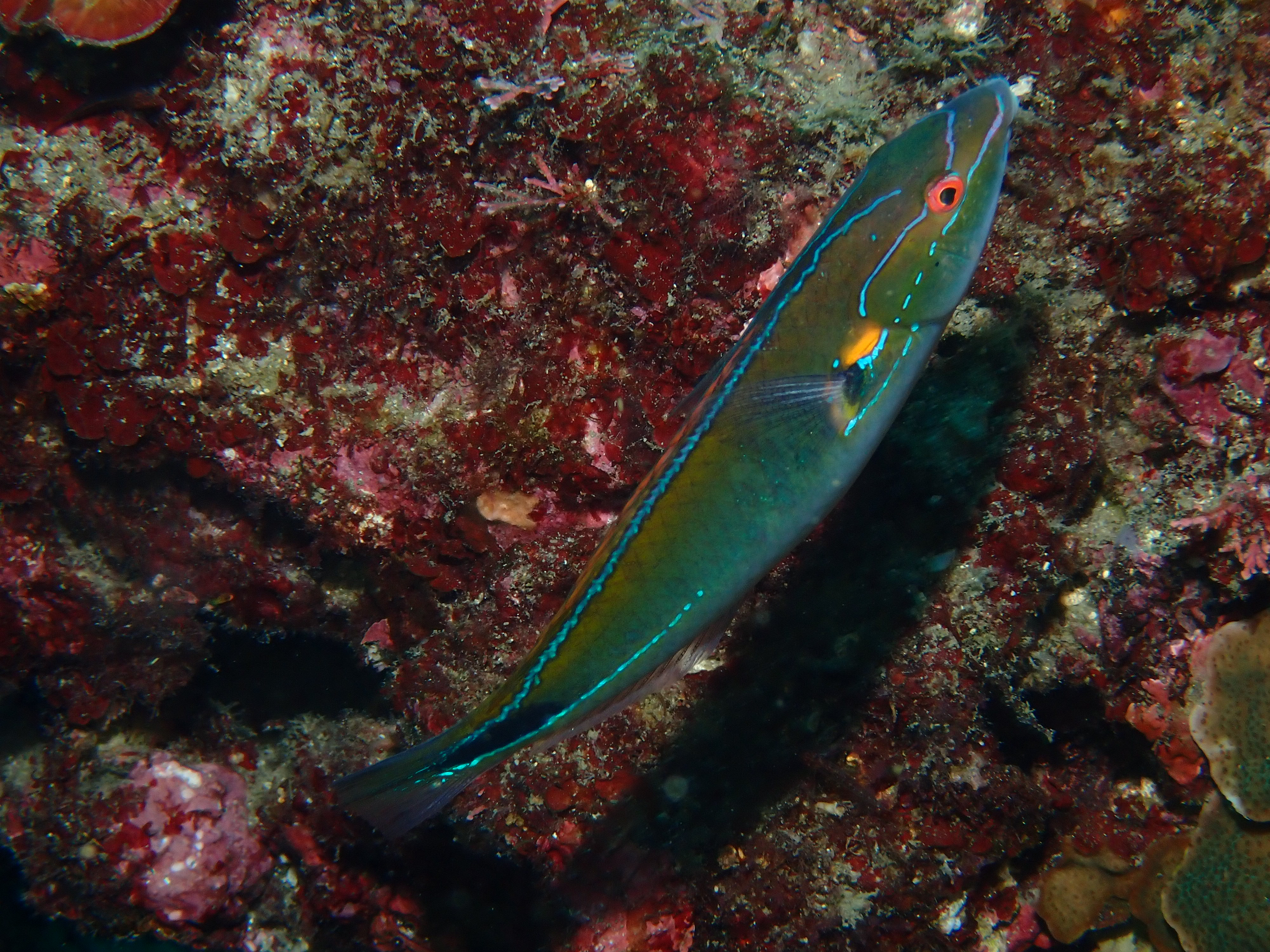
무지개놀래기(숫컷)
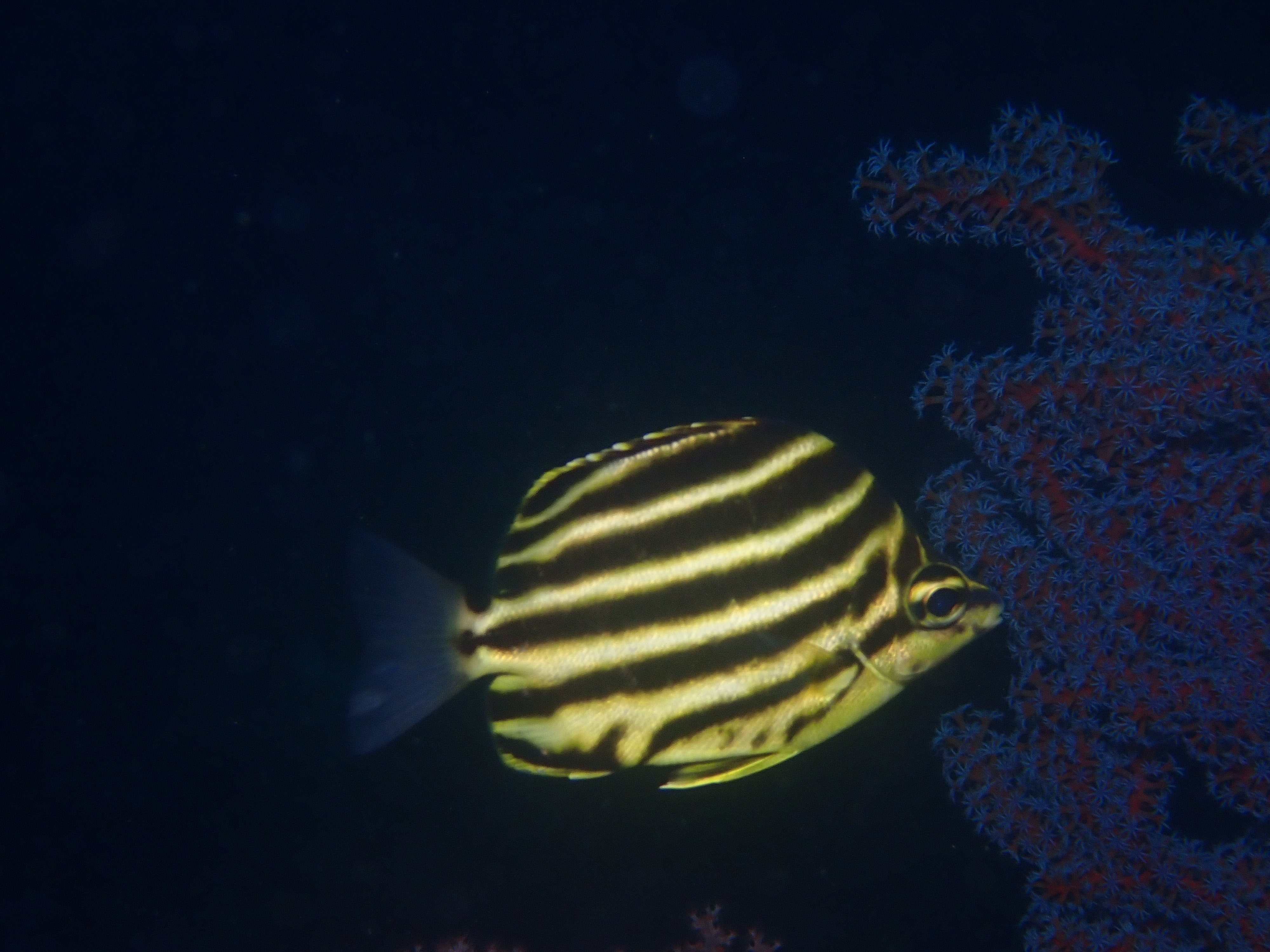
범돔
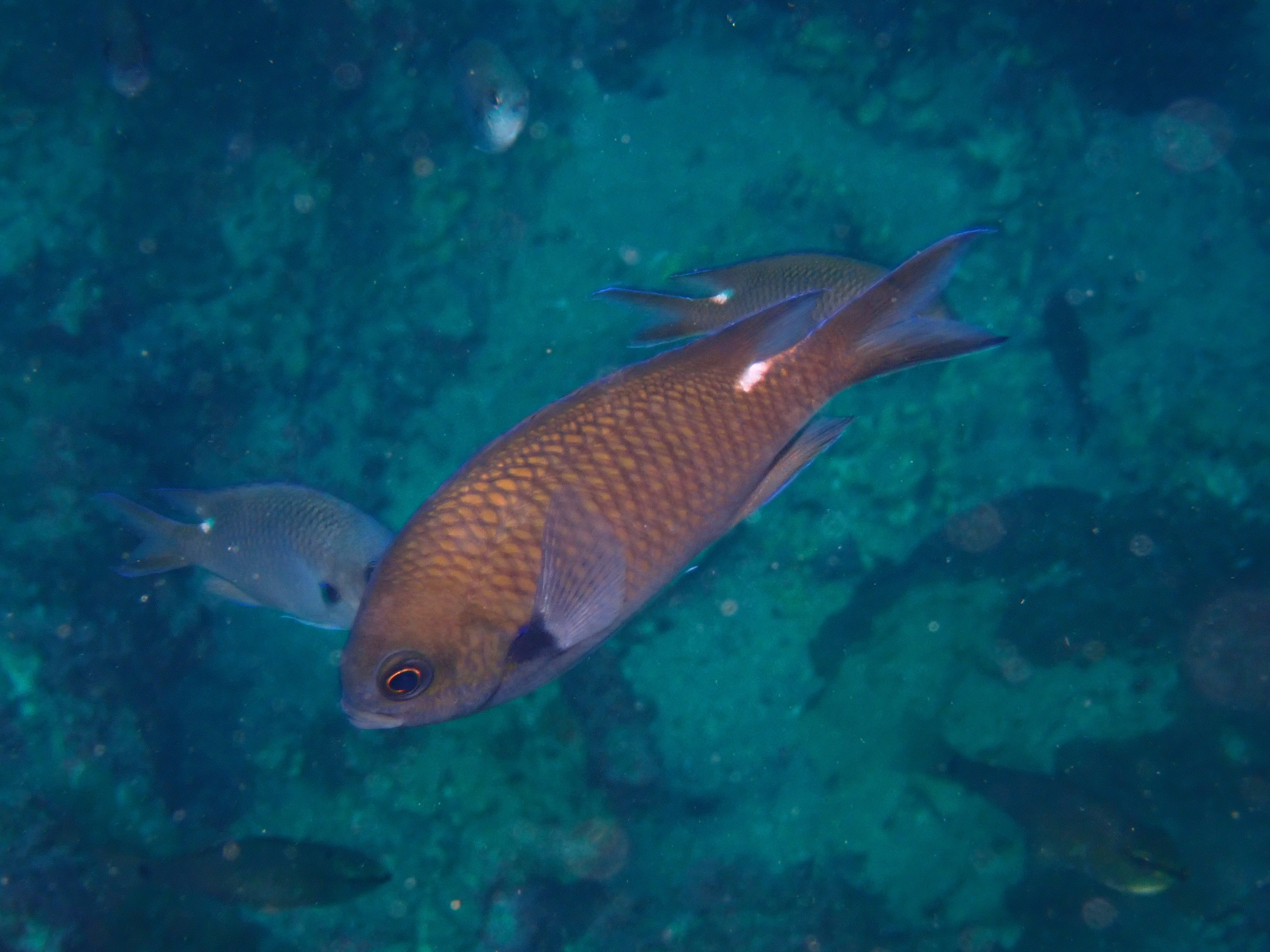
자리돔